# Dunkles Hornkraut
Das Dunkle Hornkraut (Cerastium pumilum), auch Niedriges Hornkraut genannt, ist eine Pflanzenart aus der Gattung der Hornkräuter (Cerastium) innerhalb der Familie der Nelkengewächse (Caryophyllaceae).

## Beschreibung

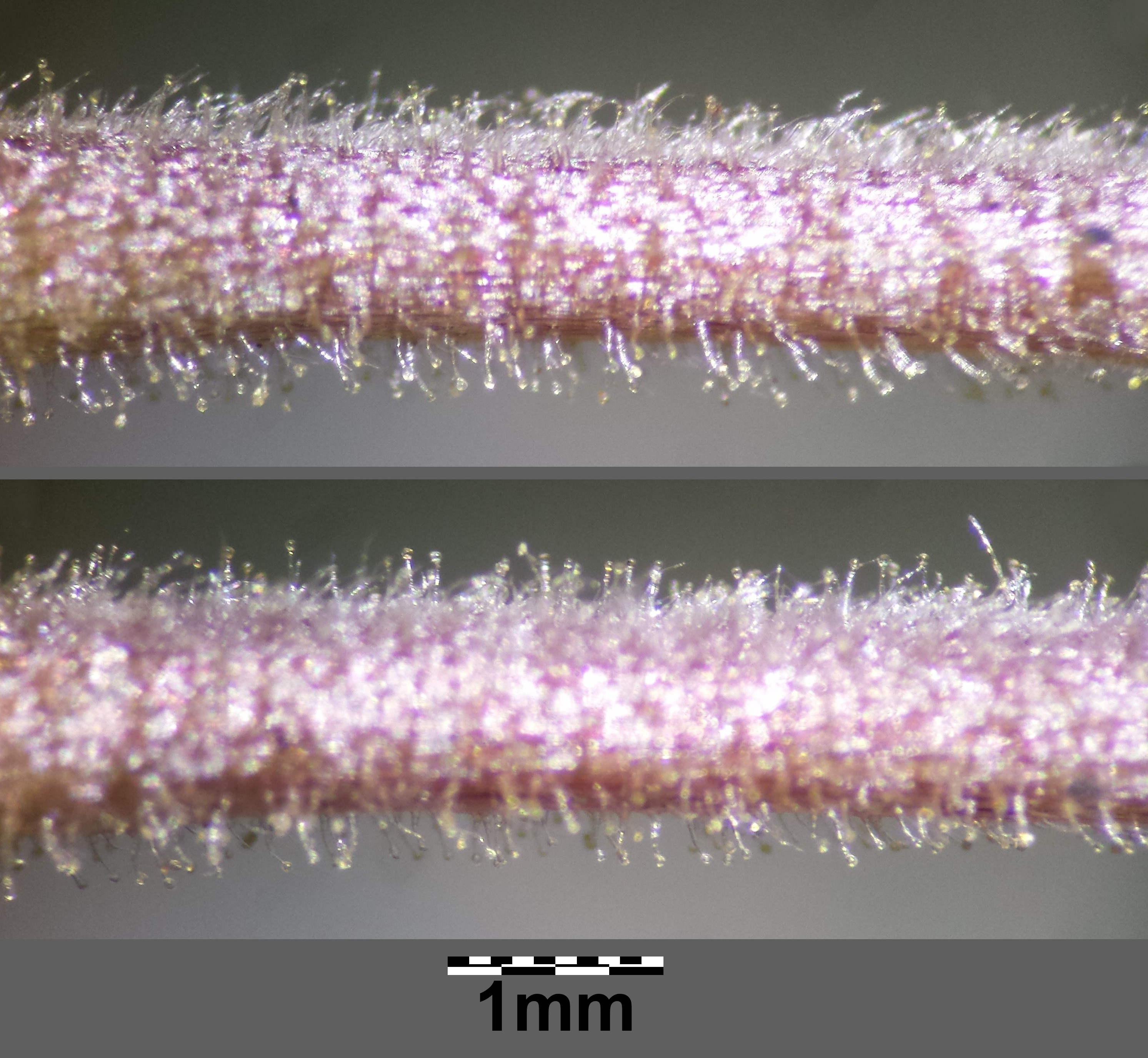
Das unterste Stängelinternodium ist mit drüsenlosen und drüsigen Haaren besetzt.

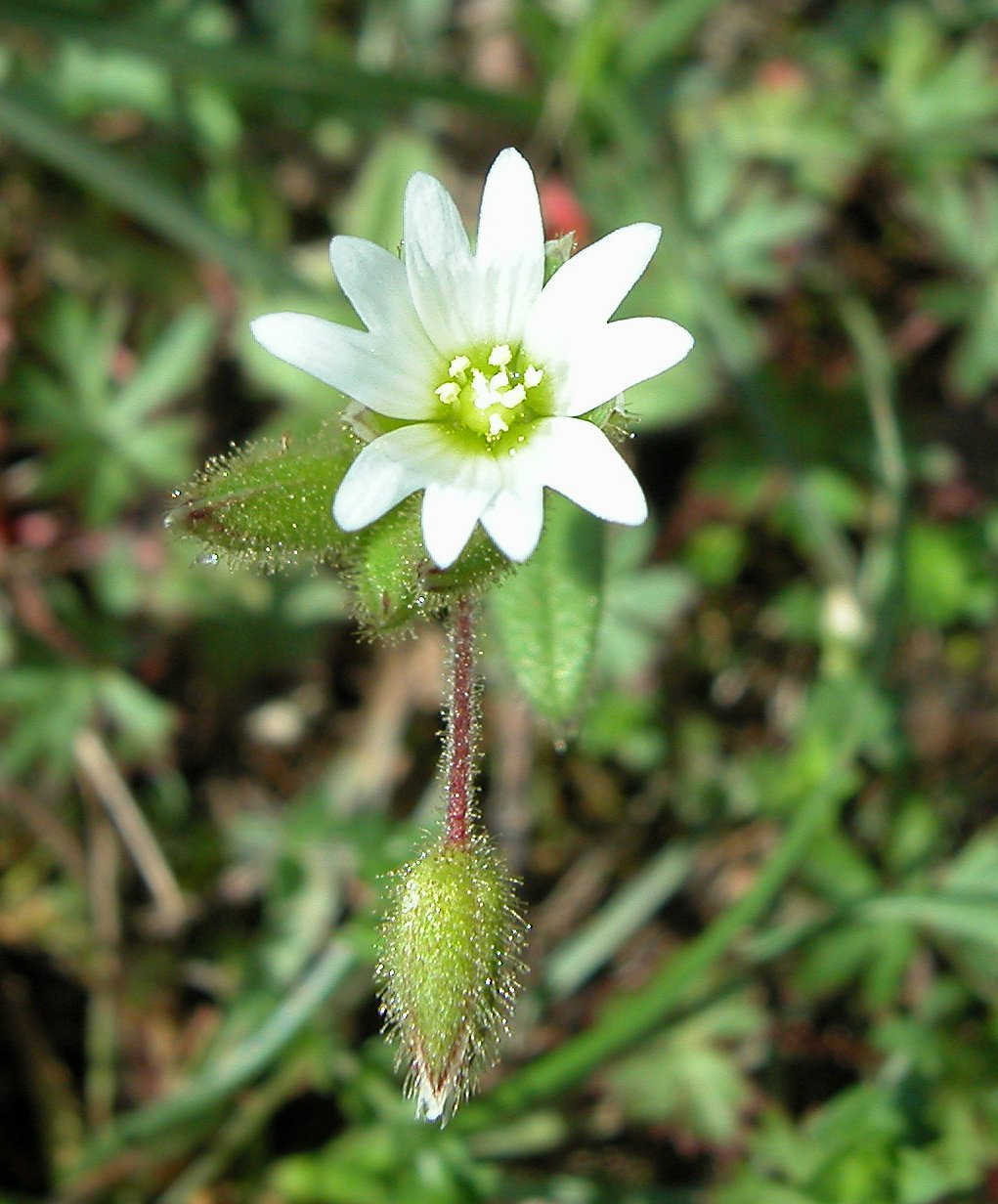
Blütenstand mit Blüte und gestielter Blütenknospe

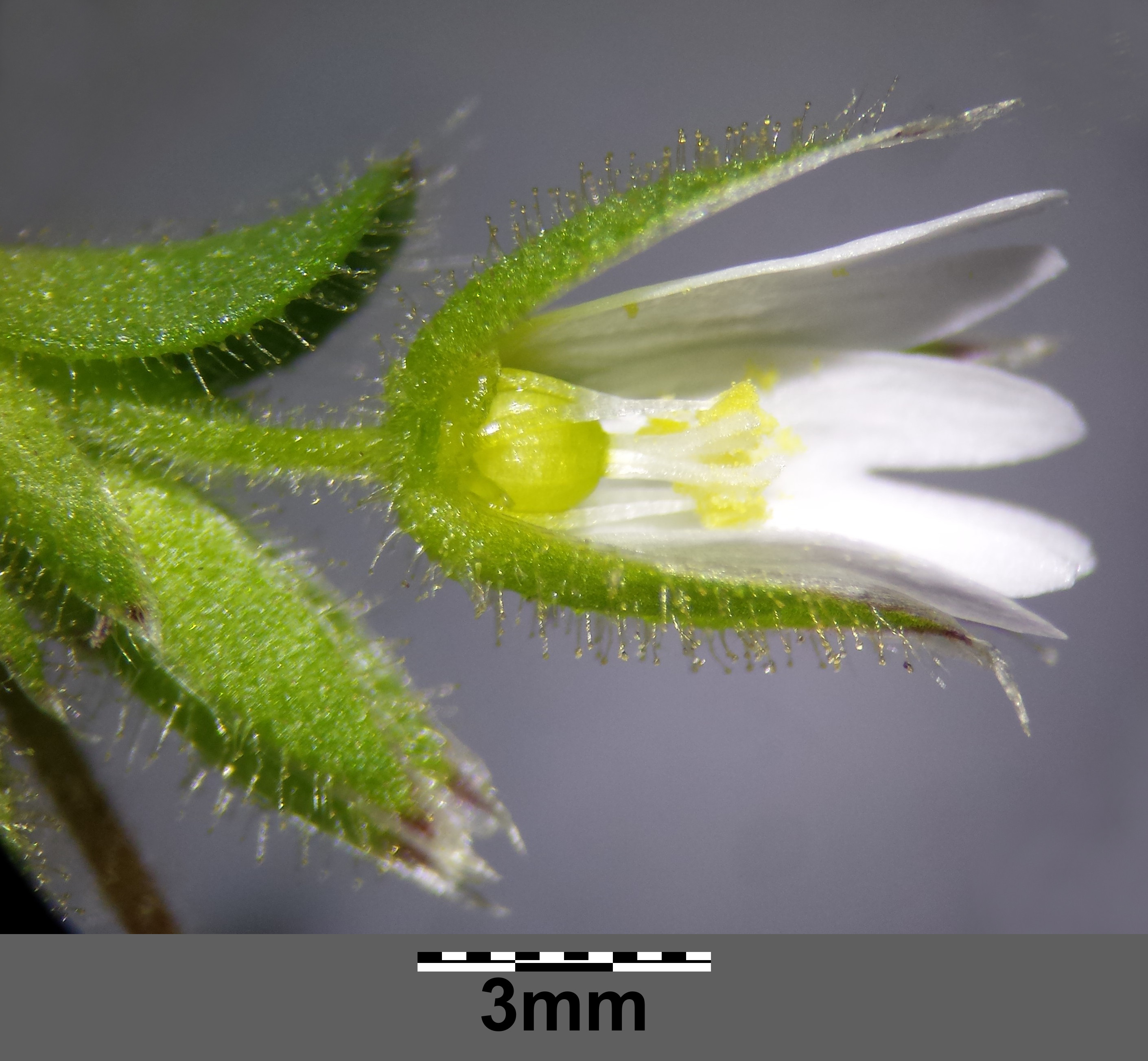
Blüte geöffnet mit Griffel

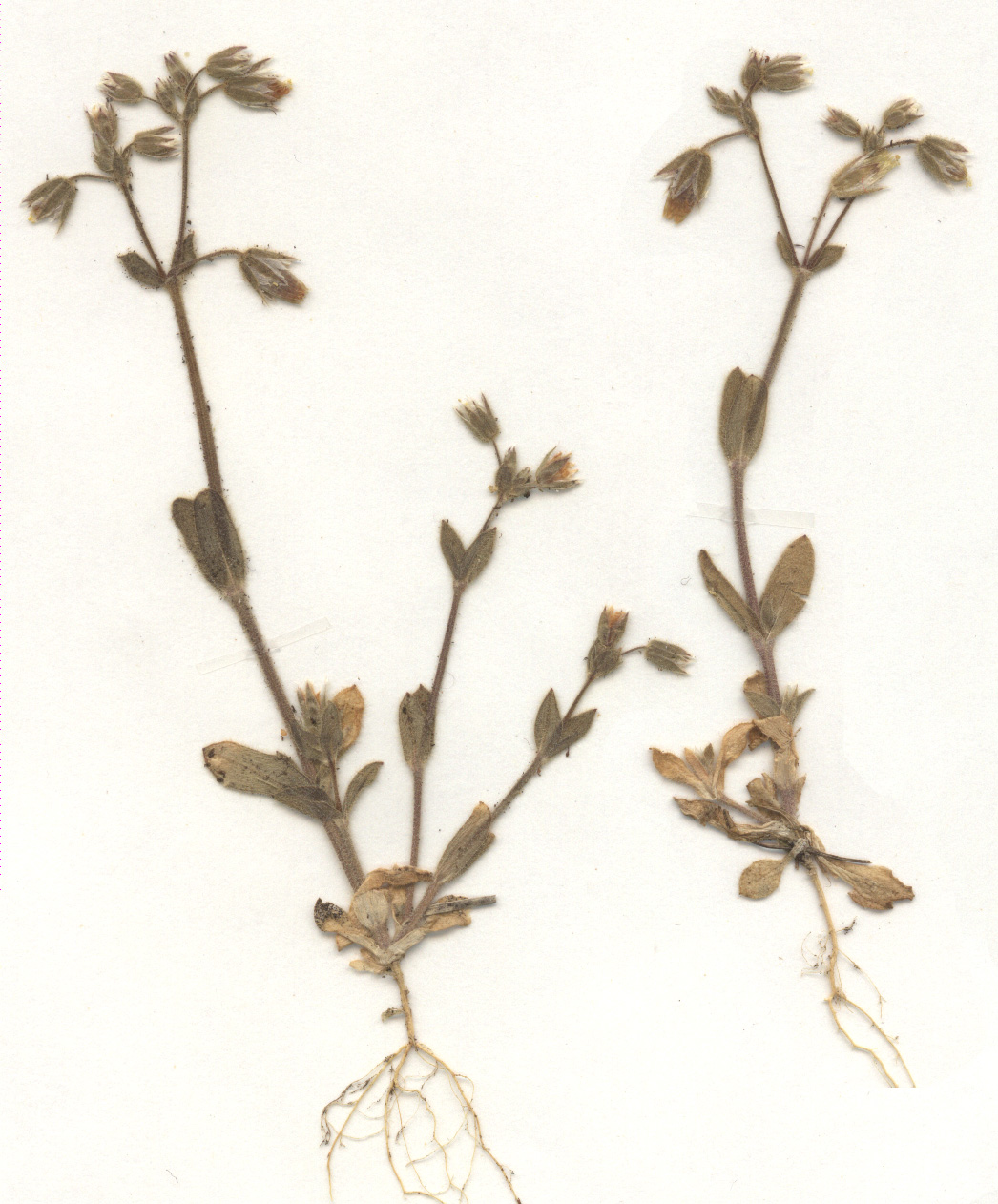
Herbarbeleg (Bitte kein Pflanzenmaterial aus Naturbeständen entnehmen)

### Vegetative Merkmale
Das Dunkle Hornkraut wächst als ein- bis zweijährige krautige Pflanze und erreicht Wuchshöhen von etwa 2 bis 20 Zentimeter. Die oberirdischen Pflanzenteile sind von trübgrüner Farbe. Der mehr oder weniger aufrechte Stängel ist mit zahlreichen Drüsenhaaren besetzt und ist unten meist rötlich überlaufen.
Die Laubblätter sind bei einer Länge von 4 bis 15 Millimetern länglich oder eiförmig bis lanzettlich, die untersten kurz gestielt. Es sind keine Nebenblätter vorhanden.

### Generative Merkmale
Die Blütezeit reicht von März bis Mai. Drei bis mehrere Blüten sind in Dichasien angeordnet. Das unterste Deckblattpaar ist ganz krautig oder nur ganz schwach hautrandig und beiderseits behaart. Die obersten Deckblätter sind schmal hautrandig. Die Blütenstiele sind nach der Anthese nicht zurückgeschlagen, sondern aufrecht oder abstehend und unter dem Kelch hakig gebogen.
Die Blüten sind radiärsymmetrisch und fünfzählig mit doppelter Blütenhülle. Die fünf freien Kelchblätter sind schmal hautrandig und 4 bis 5 Millimeter lang. Die fünf Kronblätter sind weiß und etwa dreimal so lang wie breit und bis zu einem Viertel ihrer Länge zweispaltig. Es ist stets nur ein Kreis mit fünf Staubblätter vorhanden. Die Griffel sind meist 1,1 bis 1,5 Millimeter lang.
Die Fruchtstiele stehen mehr oder weniger aufrecht ab und sind etwa so lang wie der Kelch. Sie können aber auch an der Spitze hakig umgebogen und dann zwei- bis viermal länger als der Kelch sein. Die länglich-walzenförmige Kapselfrucht springt mit zehn Zähnen auf.
Die Chromosomenzahl beträgt 2n = 72, 90, 94, 96 oder 100.

## Vorkommen
Cerastium pumilum ist ein submediterran-subatlantisches Florenelement, dessen genaue Verbreitung noch ungenügend bekannt ist. Es kommt in Europa vor.
Das Dunkle Hornkraut wächst in Mitteleuropa in Trocken- und Sandrasen, an Böschungen, Erdanrissen, auf  Äckern und an Wegen. Es gedeiht meist auf warmtrockenen, mehr oder weniger nährstoffreichen, meist kalkhaltigen, neutral-milden, humosen, lockeren Sand- und flachgründige Steinböden, auch auf Löss. Das Dunkle Hornkraut ist wärmeliebend. Cerastium pumilum ist in Mitteleuropa eine Charakterart des Cerastietum pumili, kommt aber auch in anderen Pflanzengesellschaften der Klasse Sedo-Scleranthetea oder der Ordnung Brometalia vor.
In Österreich kommt es nur im pannonischen Gebiet häufig, sonst sehr selten. In der Schweiz kommt es besonders in den wärmeren Gegenden zerstreut vor. Das Dunkle Hornkraut kommt im mittleren Teil Deutschlands zerstreut bis selten vor, ansonsten ist es offenbar sehr selten anzutreffen.
Die ökologischen Zeigerwerte nach Landolt et al. 2010 sind in der Schweiz: Feuchtezahl F = 1 (sehr trocken), Lichtzahl L = 4 (hell), Reaktionszahl R = 4 (neutral bis basisch), Temperaturzahl T = 4+ (warm-kollin), Nährstoffzahl N = 2 (nährstoffarm), Kontinentalitätszahl K = 2 (subozeanisch), Salztoleranz = 1 (tolerant).

## Systematik
Die Erstveröffentlichung vom Cerastium pumilum erfolgte 1794 durch William Curtis in Flora Londinensis: or plates and descriptions of such plants as grow wild in the environs of London. Band 4, Tafel 30. Das Artepitheton pumilum bedeutet „klein“. Ein Synonym für Cerastium pumilum Curtis ist Cerastium obscurum Chaub.
Es gab auch die Sammelart Cerastium pumilum s. l. und umfasste auch das abgetrennte Bleiche Hornkraut (Cerastium glutinosum) sowie die Arten Cerastium siculum Guss. und Cerastium subtetrandrum (Lange) Murb.